# The Witcher 3: Wild Hunt – Hearts of Stone
The Witcher 3: Wild Hunt — Hearts of Stone (пол. «Wiedźmin 3: Dziki Gon — Serca z Kamienia»; укр. «Відьмак 3: Дикий Гін — Серця з каменю») — перше сюжетне доповнення для відеогри 2015 року Відьмак 3: Дикий Гін. Доповнення було розроблено компанією CD Projekt Red, і випущено для Microsoft Windows, PlayStation 4 та Xbox One 13 жовтня 2015 року, пізніше випущено для Nintendo Switch 15 жовтня 2019 року, версії для PlayStation 5 та Xbox Series X / S планують випустити у 2021 році. Серця з каменю є адаптацією польської народної казки про Пана Твардовського.

## Сюжет
Історія починається поруч з корчмою «Сім котів». Одна людина розмістила замовлення на вбивство чудовиська. На питання Геральта з приводу роботи людина порадила звернутися до дворянина Ольгерда фон Еверека, який на даний момент знаходиться в маєтку Гарін. Геральт приймає контракт Ольгєрда, який доручає йому вбити гігантське чудовисько-жабу в каналізаційних водах Оксенфурта. Полюючи на монстра, Геральт натрапляє на Шані, медичку та його давню знайомому, з якою він, залежно від рішень гравця, має можливість мати романтичні стосунки. Коли Геральт вбиває потвору, виявляється, що насправді це був проклятий офірський принц . Гвардійці принца захоплюють Геральта з наміром стратити його. На човні, на шляху до Офіра, до Геральта підходить загадковий Гюнтер О'Дімм. Він допомагає Геральту врятуватися, але натомість Геральт повинен допомогти О'Діму стягнути борг з фон Еверека, який раніше відправив Геральта вбивати чудовисько, знаючи з самого початку ким воно було насправді. О'Дім розповідає Геральту, що відповідно до умов його контракту з фон Евереком, Гюнтер повинен виконати три бажання фон Еверека. О'Дім зникає, а сильна буря змушує човен розбиватися. Геральт встигає врятуватися. Пізніше він виявляє, що фон Еверек здобув безсмертя ціною своїх емоцій, отримавши «Кам'яне серце». Він зізнається, що проклинав принца Офіра, оскільки той хотів одружитися на його коханці Іріс, і що він бажав безсмертя, щоб бути з нею. Потім він передає Геральту свої три бажання: розважити померлого брата Вітольда на одну ніч, помститися родині Борсоді, отримавши будинок Максиміліана Борсоді, і, як стає відомо пізніше, принести фіолетову троянду, яку він подарував Іріс. О'Дім каже Геральту, що виконання трьох завдань є неможливим, оскільки будинок Максиміліана Борсоді утримується у надійно захищеному сховищі, а Вітольд та Іріс давно мертві, але, незважаючи на це, він погоджується допомогти Геральту.
За допомогою О'Діма, Геральт дозволяє духу Вітольда заволодіти його тілом на одну ніч, дозволяючи йому відвідувати весілля, на яке його запросила Шані. Таким чином він виконує перше бажання Ольгєрда. Потім Геральт бере участь у пограбуванні, щоб викрасти макет будинку Максиміліана Борсоді з його сховища, виконуючи друге бажання фон Еверека. Щоб отримати троянду Іріс, Геральт залучає допомогу двох демонічних істот, які нагадують кота та собаку. Вони допомагають йому потрапити до надприродного царства, де він стає свідком подій минулого фон Еверека та Іріс. Там він дізнається, що завдяки своєму «Кам'яному серцю» фон Еверек не міг щиро кохати Іріс, і вона померла нещасною. Геральт, залежно від вибору гравця, може або отримати троянду від духа Іріс, щоб звільнити її від «прикріплення» до світу, або дозволити троянді залишитися з нею. У будь-якому випадку, Геральт виконує останнє бажання фон Еверека та їде на зустріч з ним. Попутно він дізнається, що Гюнтер О'Дімм насправді є давньою суттю чистого зла, яка спокушає людей продавати свої душі взамін на задоволення бажань, виконання яких призводить до неприємних побічних ефектів. Після виконання трьох бажань Геральт зустрічається з фон Евереком в назначеному О'Дімом місці. Через деякий час до них приєднується О'Дім, з місця, де вони стояли, раптом здувається пил, і під їх ногами з'являється місяць. Остання умова їх договору, виконання якої дозволить О'Діму забрати душу фон Еверека — вони мають разом стояти на місяці.
Геральт має можливість дозволити О'Діму забрати душу фон Еверека або втрутитися, щоб врятувати його. Якщо Геральт нічого не робить, О'Дім забирає душу фон Еверека і винагороджує Геральта одним бажанням. Якщо Геральт втручається, він кидає виклик О'Діму, ризикуючи власною душею. Якщо Геральт розгадує загадку О'Діма, Ґюнтер О'Дім змушений звільнити Геральта, та фон Еверека. Фон Еверек, тепер вже смертний, отримує свої емоції назад і відразу відчуває каяття за свої минулі вчинки та помилки. Він дарує Геральту свій сімейний меч і обіцяє розпочати нове життя, вільне від О'Діма.

## Персонажі
- Ґеральт з Рівії (англ. Geralt of Rivia) — головний герой гри, відьмак — професійний мисливець на чудовиськ.

- Ольгерд фон Еверек (англ. Olgierd von Everec) — таємничий Реданскій дворянин, отаман Реданскій Вільної компанії, останній живий представник сімейства фон Евереков і один з центральних персонажів доповнення Кам'яні Серця.

- Гюнтер О'Дім (англ. Gaunter O'Dimm) — могутній злий дух, який видає себе за бродячого торговця, головний антагоніст доповнення.

- Шані (англ. Shani) — медичка з Оксенфурта, подруга і колишня коханка Геральта.

- Ірис фон Еверек (англ. Iris von Everek) — загибла дружина Ольгерда, дворянка і талановита художниця.

- Вітольд фон Еверек (пол. Witold von Everek) — покійний молодший брат Ольгерда, дворянин і член Реданскій Вільної компанії.

- Евальд Борсоді (англ. Ewald Borsodi) — дворянин, вигнаний спадкоємець будинку Борсоді і брат Хорста.

- Хорст Борсоді (англ. Horst Borsodi) — оксенфуртскій аукционер і дворянин, брат Евальда.

## Рецензії
DLC Hearts of Stone отримало дуже позитивні відгуки від критиків, а версії для PlayStation 4 та Xbox One, отримали «Універсальне визнання», згідно з сайтом-агрегатором рецензій Metacritic. Гра отримала 9/10 від рецензентів на IGN та GameSpot.